# Eishockey-Weltmeisterschaft der Junioren 1991
Die Spiele der 15. Junioren-A-Weltmeisterschaft im Jahre 1991 fanden im Zeitraum vom 26. Dezember 1990 bis zum 4. Januar 1991 in Saskatchewan, Kanada, statt. Die B-Gruppe wurde in Tychy und Oświęcim, Polen, ausgespielt und die C-Gruppe in Belgrad, Jugoslawien.
Die Turniere fanden in diesem Jahr an folgenden Orten und Terminen statt:
Junioren-A-Weltmeisterschaft: 26. Dezember 1990 bis 4. Januar 1991 in Saskatoon u. a. (Kanada)
Junioren-B-Weltmeisterschaft: 27. Dezember 1990 bis 5. Januar 1991 in Tychy, Oświęcim (Polen)
Junioren-C-Weltmeisterschaft: 27. Dezember 1990 bis 5. Januar 1991 in Belgrad (Jugoslawien)
Insgesamt nahmen 24 Mannschaften teil, Kanada wurde zum fünften Mal Junioren-Weltmeister.

## A-Weltmeisterschaft
Die Weltmeisterschaft fand in der kanadischen Provinz Saskatchewan statt. Junioren-Weltmeister wurde das Team Kanadas. Das Team aus Norwegen stieg ab und wurde durch Aufsteiger Deutschland ersetzt.

### Modus
Zugelassen waren Spieler unter 20 Jahren (U-20). Teilgenommen haben acht Mannschaften, die in einer gemeinsamen Gruppe je einmal gegen jeden Gruppengegner antraten. Weltmeister wurde der Gruppensieger. Der Letzte stieg in die B-Weltmeisterschaft ab.

### Spiele und Abschlusstabelle
| Pl. |                  | Kanada | Sowjetunion | Tschechoslowakei | Vereinigte Staaten | Finnland | Schweden | Schweiz | Norwegen | Sp | S | U | N | Tore  | Punkte |
| --- | ---------------- | ------ | ----------- | ---------------- | ------------------ | -------- | -------- | ------- | -------- | -- | - | - | - | ----- | ------ |
| 1.  | Kanada           |        | 3:2         | 5:6              | 4:4                | 5:1      | 7:4      | 6:0     | 10:1     | 7  | 5 | 1 | 1 | 40:18 | 11: 3  |
| 2.  | UdSSR            | 2:3    |             | 5:3              | 4:2                | 5:5      | 5:1      | 10:1    | 13:0     | 7  | 5 | 1 | 1 | 44:15 | 11: 3  |
| 3.  | Tschechoslowakei | 6:5    | 3:5         |                  | 5:1                | 6:1      | 3:4      | 10:0    | 11:3     | 7  | 5 | 0 | 2 | 44:19 | 10: 4  |
| 4.  | USA              | 4:4    | 2:4         | 1:5              |                    | 6:3      | 5:2      | 8:0     | 19:1     | 7  | 4 | 1 | 2 | 45:19 | 09: 5  |
| 5.  | Finnland         | 1:5    | 5:5         | 1:6              | 3:6                |          | 8:5      | 7:1     | 10:2     | 7  | 3 | 1 | 3 | 35:30 | 07: 7  |
| 6.  | Schweden         | 4:7    | 1:5         | 4:3              | 2:5                | 5:8      |          | 6:1     | 10:0     | 7  | 3 | 0 | 4 | 32:29 | 06: 8  |
| 7.  | Schweiz          | 0:6    | 1:10        | 0:10             | 0:8                | 1:7      | 1:6      |         | 2:1      | 7  | 1 | 0 | 6 | 05:48 | 02:12  |
| 8.  | Norwegen         | 1:10   | 0:13        | 3:11             | 1:19               | 2:10     | 0:10     | 1:2     |          | 7  | 0 | 0 | 7 | 08:75 | 00:14  |

### Beste Scorer
Abkürzungen: Sp = Spiele, T = Tore, V = Assists, Pkt = Punkte, SM = Strafminuten; Fett: Turnierbestwert
| Spieler             | Mannschaft       | Sp | T  | V  | Pkt | SM |
| ------------------- | ---------------- | -- | -- | -- | --- | -- |
| Doug Weight         | USA              | 7  | 5  | 14 | 19  | 4  |
| Eric Lindros        | Kanada           | 7  | 6  | 11 | 17  | 6  |
| Pawel Bure          | UdSSR            | 7  | 12 | 3  | 15  | 31 |
| Martin Ručínský     | Tschechoslowakei | 7  | 9  | 5  | 14  | 2  |
| Žigmund Pálffy      | Tschechoslowakei | 7  | 7  | 6  | 13  | 2  |
| Marko Jantunen      | Finnland         | 7  | 3  | 10 | 13  | 12 |
| Trent Klatt         | USA              | 7  | 6  | 6  | 12  | 6  |
| Ted Drury           | USA              | 7  | 5  | 7  | 12  | 2  |
| Wjatscheslaw Koslow | UdSSR            | 7  | 3  | 9  | 12  | 12 |
| Michael Nylander    | Schweden         | 7  | 6  | 5  | 11  | 8  |
| Mike Craig          | Kanada           | 7  | 6  | 5  | 11  | 8  |
| Vesa Viitakoski     | Finnland         | 7  | 6  | 5  | 11  | 2  |

### Titel, Auf- und Abstieg
| Weltmeister Kanada | Patrice Brisebois, Mike Craig, Dale Craigwell, Kris Draper, Karl Dykhuis, Pat Falloon, David Harlock, Greg Johnson, Trevor Kidd, Martin Lapointe, Eric Lindros, Kent Manderville, Jason Marshall, Brad May, Scott Niedermayer, Félix Potvin, Steven Rice, Pierre Sévigny, Mike Sillinger, John Slaney, Chris Snell, Scott Thornton Trainer: Dick Todd |

| Silber UdSSR | Jegor Baschkatow, Sergei Beresin, Pawel Bure, Dmitri Juschkewitsch, Jan Kaminski, Waleri Karpow, Darius Kasparaitis, Konstantin Korotkow, Wjatscheslaw Koslow, Alexei Kudaschow, Sergei Martynjuk, Boris Mironow, Dmitri Motkow, Jewgeni Namestnikow, Sandis Ozoliņš, Oleg Petrow, Alexei Schitnik, Sergei Solotow, Sergei Swjagin, Serhij Tkatschenko, Michail Wolkow, Sergejs Žoltoks Trainerstab: Robert Tscherenkow, Alexander Birjukow |

| Bronze Tschechoslowakei | Jaroslav Brabec, Roman Čechmánek, Ivan Droppa, Martin Hamrlík, Milan Hnilička, Miloš Holaň, Branislav Jánoš, Jiří Kuntoš, Jaromír Kverka, Patrik Luža, Martin Madový, Jiří Malinský, Roman Meluzín, Tomáš Mikolášek, Jaroslav Modrý, Žigmund Pálffy, Martin Procházka, Martin Ručínský, Jiří Šlégr, Martin Straka, Jozef Stümpel, Marián Uharček Trainerstab: Josef Vimmer, Július Šupler |

| Absteiger:  | Norwegen    |
| Aufsteiger: | Deutschland |

### Auszeichnungen
Spielertrophäen
| Auszeichnung       | Spieler      | Team             |
| ------------------ | ------------ | ---------------- |
| Bester Torhüter    | Pauli Jaks   | Schweiz          |
| Bester Verteidiger | Jiří Šlégr   | Tschechoslowakei |
| Bester Stürmer     | Eric Lindros | Kanada           |

All-Star-Team
| Angriff:      | Martin Ručínský – Eric Lindros – Mike Craig |
| Verteidigung: | Scott Lachance – Dmitri Juschkewitsch       |
| Tor:          | Pauli Jaks                                  |

## B-Weltmeisterschaft
in Tychy und Oświęcim, Polen

### Spiele und Abschlusstabelle
| Team           | GER  | POL  | FRA  | JPN | ROM  | NED  | AUT  | DAN | Tore  | Punkte |
| -------------- | ---- | ---- | ---- | --- | ---- | ---- | ---- | --- | ----- | ------ |
| 1. Deutschland |      | 5:3  | 2:2  | 7:4 | 9:1  | 8:1  | 11:2 | 7:2 | 49:15 | 13: 1  |
| 2. Polen       | 3:5  |      | 5:4  | 7:2 | 6:3  | 10:0 | 14:0 | 8:3 | 53:17 | 12: 2  |
| 3. Frankreich  | 2:2  | 4:5  |      | 4:4 | 13:3 | 7:1  | 5:1  | 7:3 | 42:19 | 10: 4  |
| 4. Japan       | 4:7  | 2:7  | 4:4  |     | 7:0  | 4:2  | 6:1  | 7:1 | 34:22 | 9: 5   |
| 5. Rumänien    | 1:9  | 3:6  | 3:13 | 0:7 |      | 3:3  | 4:2  | 9:3 | 23:43 | 5: 9   |
| 6. Niederlande | 1:8  | 0:10 | 1:7  | 2:4 | 3:3  |      | 6:3  | 3:8 | 16:43 | 3:11   |
| 7. Österreich  | 2:11 | 0:14 | 1:5  | 1:6 | 2:4  | 3:6  |      | 4:2 | 13:48 | 2:12   |
| 8. Dänemark    | 2:7  | 3:8  | 3:7  | 1:7 | 3:9  | 8:3  | 2:4  |     | 22:45 | 2:12   |

### Auf- und Abstieg
| Aufsteiger in die A-Gruppe:  | Deutschland |
| Absteiger aus der A-Gruppe:  | Norwegen    |
| Absteiger in die C-Gruppe:   | Dänemark    |
| Aufsteiger aus der C-Gruppe: | Nordkorea   |

### Topscorer
| Spieler            | Land        | Tore | Assists | Punkte |
| ------------------ | ----------- | ---- | ------- | ------ |
| Mariusz Czerkawski | Polen       | 12   | 3       | 15     |
| Thorsten Rau       | Deutschland | 6    | 8       | 14     |
| Csaba Csiki        | Rumänien    | 5    | 7       | 12     |
| Yannick Charlet    | Frankreich  | 2    | 10      | 12     |
| Ronny Larsen       | Dänemark    | 9    | 2       | 11     |
| Stéphane Barin     | Frankreich  | 8    | 3       | 11     |
| Éric Legon         | Frankreich  | 8    | 3       | 11     |
| Michał Garbocz     | Polen       | 6    | 5       | 11     |
| Attila Balla       | Rumänien    | 6    | 5       | 11     |
| Lionel Orsolini    | Frankreich  | 6    | 4       | 10     |

### Auszeichnungen
Spielertrophäen
| Auszeichnung       | Spieler          | Team        |
| ------------------ | ---------------- | ----------- |
| Bester Torhüter    | Christian Künast | Deutschland |
| Bester Verteidiger | Andrzej Gretka   | Polen       |
| Bester Stürmer     | Thorsten Rau     | Deutschland |

## C-Weltmeisterschaft
in Belgrad, Jugoslawien

### Spiele und Abschlusstabelle
| Team              | PRK  | ITA  | YUG  | GBR  | KOR  | BUL  | HUN  | GRE  | Tore  | Punkte |
| ----------------- | ---- | ---- | ---- | ---- | ---- | ---- | ---- | ---- | ----- | ------ |
| 1. Nordkorea      |      | 4:3  | 1:9  | 4:2  | 5:2  | 10:1 | 6:1  | 20:0 | 50:18 | 12: 2  |
| 2. Italien        | 3:4  |      | 6:2  | 5:2  | 5:1  | 8:1  | 9:0  | 21:1 | 57:11 | 12: 2  |
| 3. Jugoslawien    | 9:1  | 2:6  |      | 5:2  | 7:7  | 13:2 | 8:2  | 33:1 | 77:21 | 11: 3  |
| 4. Großbritannien | 2:4  | 2:5  | 2:5  |      | 3:2  | 5:1  | 9:3  | 22:0 | 48:21 | 8: 6   |
| 5. Südkorea       | 2:5  | 1:5  | 7:7  | 2:3  |      | 8:2  | 9:5  | 26:1 | 56:28 | 7: 7   |
| 6. Bulgarien      | 1:10 | 1:8  | 2:13 | 1:5  | 2:8  |      | 5:3  | 22:1 | 34:48 | 4:10   |
| 7. Ungarn         | 1:6  | 0:9  | 2:8  | 3:9  | 5:9  | 3:5  |      | 14:0 | 28:46 | 2:12   |
| 8. Griechenland   | 0:20 | 1:21 | 1:33 | 0:22 | 1:26 | 1:22 | 0:14 |      | 4:158 | 0:14   |

### Auf- und Abstieg
| Aufsteiger in die B-Gruppe: | Nordkorea |
| Absteiger aus der B-Gruppe: | Dänemark  |

### Topscorer
| Spieler          | Land           | Tore | Assists | Punkte |
| ---------------- | -------------- | ---- | ------- | ------ |
| Anthony Payne    | Großbritannien | 10   | 7       | 17     |
| Aleksandar Košić | Jugoslawien    | 10   | 7       | 17     |
| Lino De Toni     | Italien        | 10   | 5       | 15     |
| Shin Woo-sam     | Südkorea       | 6    | 9       | 15     |
| Markus Brunner   | Italien        | 10   | 4       | 14     |